# Дренажная система
Дренажная система — инженерно-техническое сооружение, предназначенное для сбора и удаления (слива) инфильтрованных и грунтовых вод. При помощи дренажной системы решается задача регулирования водного баланса почвы, создаются благоприятные комфортные условия для строений, растений и владельцев участка.
Дренажная система — разветвлённая структура расположенных по всему периметру участка или сооружения и связанных друг с другом труб (дрен) и дренажных колодцев, предназначенная для защиты территории от избыточной влаги.
Дренажная система (в технике) — система трубопроводов и агрегатов для отвода жидкостей и конденсата от работающего оборудования, для предотвращения поломок и уменьшения износа оборудования.

## Составляющие дренажной системы

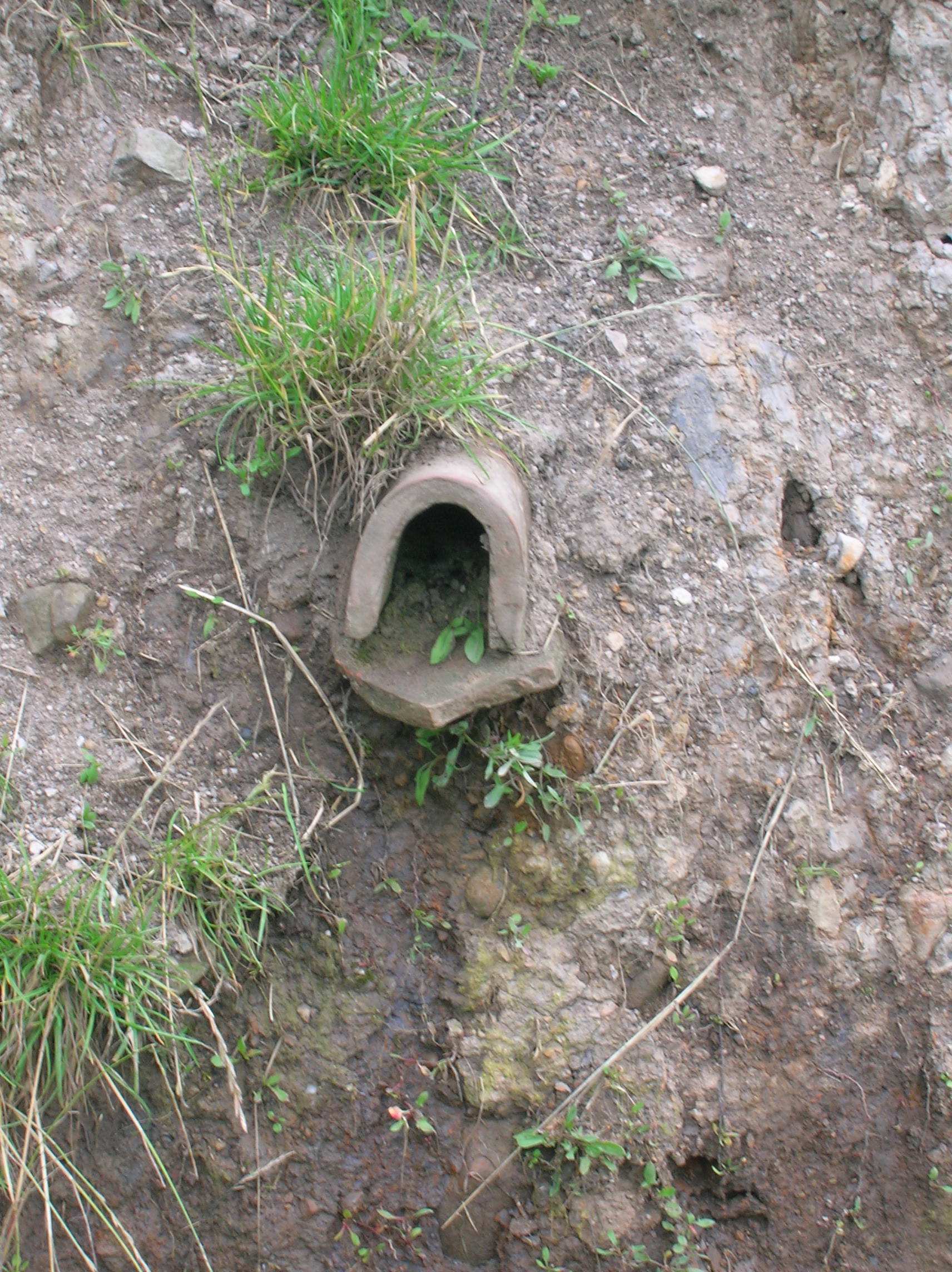
Канал и слив, Шотландия, XVII век

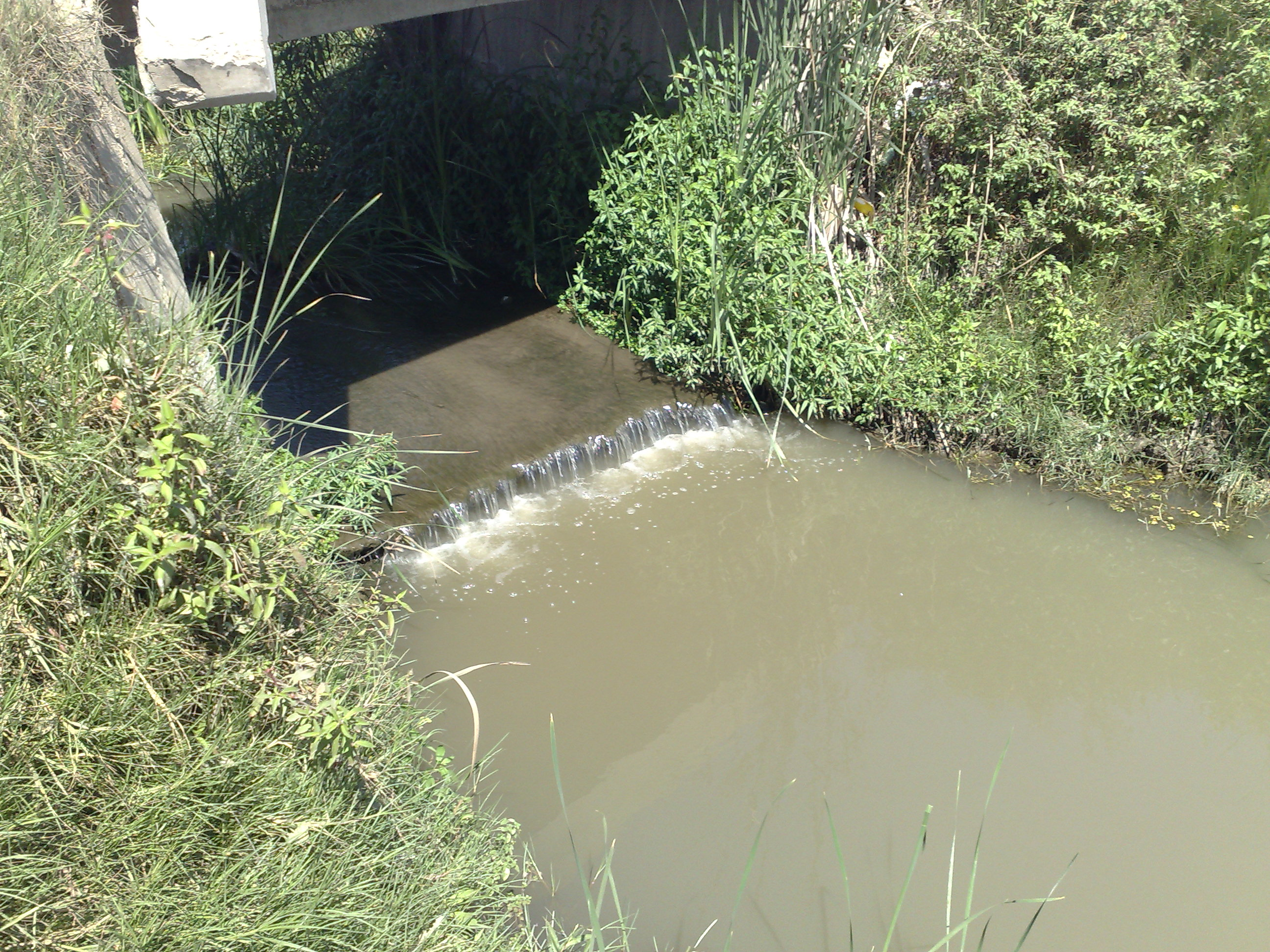
Дренаж глубокого коллектора

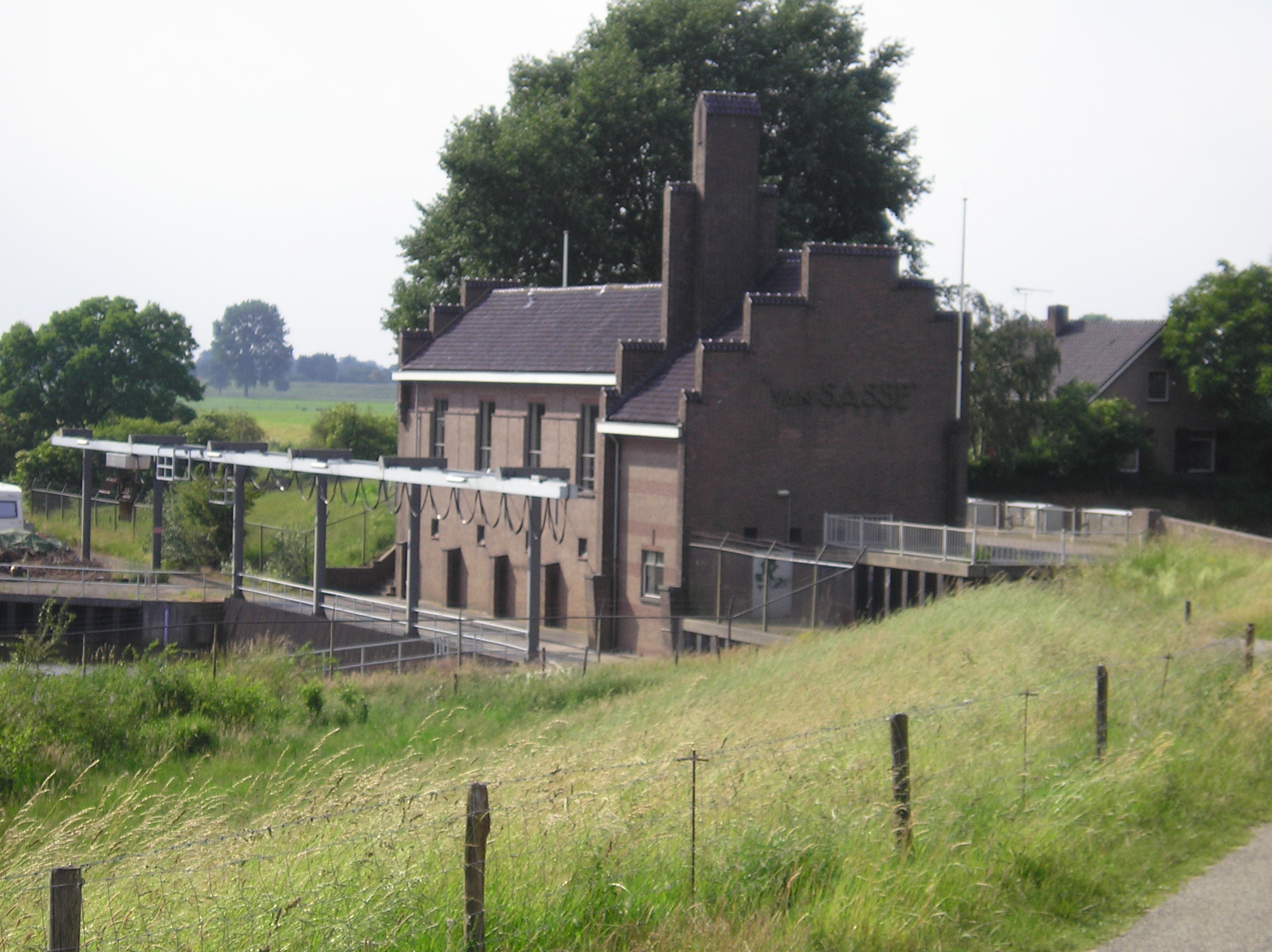
Насосная станция Ван-Сассе в Граве, Нидерланды

Дренажные трубы (дрены) — главный и основной элемент дренажной системы. Вплоть до 1990-х годов прошлого века дренажные трубы были, в основном, керамические и асбестоцементные. Укладка таких дрен занимала относительно много времени, так как требовала предварительной подготовки: в асбестоцементных трубах делались многочисленные пропилы или сверлились отверстия. Керамические дренажные трубы соединялись между собой фильтрующими муфтами (редко) или укладывались встык (чаще) с защитой стыкового соединения мхом, соломой, позднее стеклохолстом. Вода в керамический дренаж поступала через стыки (длина трубки 33 см, на 1 м.п. приходилось 5 стыков). Кроме того, трубы нередко засорялись, что являлось причиной частых промываний и недолгого срока службы.
В Витебской области Белоруссии керамический дренаж применяется до настоящего времени, в связи с его невысокой стоимостью; защита стыков керамических дрен выполняется геотекстилем.
В настоящее время в большинстве развитых стран мира в строительстве широко применяются дренажные трубы, изготовленные из полимерных и композитных материалов и обладающие фильтрующими свойствами(пропускают только воду, препятствуют попаданию внутрь почвы). Повсеместно используются также пластмассовые перфорированные гофрированные трубы, снабжённые геотекстильной фильтрующей оболочкой или кокосовым фильтром.
Дренажные колодцы располагаются в местах поворотов труб, задавая направления стекающей воде, или становятся водосборниками. Также дренажные колодцы являются пунктами технического обслуживания. В частности, через них осуществляется промывка дренажных труб.
Дренажные насосы, предназначенные для откачки воды, применяются, когда удаление скопившихся сточных вод из дренажной системы невозможно естественным путём. Такие насосы устанавливаются в дренажные колодцы и приспособлены для работы в погруженном состоянии — их электрическая часть водонепроницаема и надёжно изолирована. Модели насосов различаются по производительности (скорость откачки), которая определяется в кубометрах в час. Ещё один важный момент — диаметр выпускного патрубка насоса. Чем больше этот диаметр, тем выше максимальный размер твёрдых частиц, пропускаемых насосом.

## Устройство
Устройство коллекторно-дренажной системы начинается после проведения изыскательских работ, составления рабочей документации и выбора оптимального варианта дренажной системы. Этот выбор зависит от сложности инженерно-геологических и ландшафтных условий, состава строительных работ и назначения строящихся сооружений. Важны технологические характеристики будущей дренажной системы — удобство монтажа, скважность дрен, их оптимальный диаметр. Также учитывается трудоёмкость вспомогательных операций (использование подъёмной техники, особенности устройства системы водосборных и наблюдательных колодцев, наличие или отсутствие фракционированной обсыпки).
Например, для участка с коттеджем, расположенного вдали от водоёма и не стеснённого транспортными и подземными коммуникациями, можно ограничиться траншейным дренажем, а для особняка, расположенного на оползнеопасном склоне в долине реки требуется комбинированный дренаж, включающий и вертикальные скважины, и пластовый дренаж с оборудованием насосной станции.
Если строится подземное сооружение типа паркинга, то может потребоваться укладка нескольких уровней горизонтального дренажа в сочетании с лучевым. В связи с этим некоторое удорожание дренажной системы компенсируется применением более эффективных и современных материалов.
Трубы дренажной системы обязательно укладываются с уклоном в сторону дренажных колодцев, с тем расчётом, чтобы вся влага с осушаемой территории в результате собиралась в одном месте, откуда она будет отводиться либо в систему ливневой канализации, либо посредством дренажного насоса в другое место (например, близлежащий водоём). В процессе организации дренажной системы крайне важна равномерность уклонов. Особенно значимым этот фактор становится при работе с илистым грунтом. Расстояние между трубами дренажной системы зависит от водопроницаемости почвы, интенсивности осадков и требований к осушению грунта (как правило, 5—12 метров).